# 花のいのち (美空ひばりの曲)
「花のいのち」（はなのいのち）は、1983年2月21日に発売された美空ひばりのシングル楽曲。

## 解説
本シングルは、両面ともにひばり自らの作詩・作曲による。これは1962年発売のシングル、「ロマンチックなキューピット」に続いて2枚目である（B面の「田舎の子」も、ひばりの作詩作曲）。なお、美空ひばりの芸名での名義でクレジットされているのは本シングルのみである（「ロマンチックなキューピット」は本名の加藤和枝名義）。
B面の「木場の女」は、元々前年（1982年）に梅田・新宿両コマ劇場にて開催される定例公演において当年度の芝居の演し物であった
「深川物語・木場の女」の主題歌（劇中歌）として、ひばり自ら作詩作曲を行い劇中で流された。
その後、この楽曲をレコーディングするにあたり、「本楽曲をレコーディングするべきか否か、する場合はシングル盤かLPの一曲に入れるべきか」という観客アンケートによる投票（ひばりとしては斬新な手法）でレコーディング化を決定した。

## エピソード
- ひばりは本来楽譜が読めず、作詩作曲を行う際、音符代わりに「（自身が小唄や長唄を覚える際にも使う）矢印のようなもの」を使って作曲を行うという。そのため楽譜はひばり本人にしか読めない、と冗談交じりに語っていた[1]。
- 三枝の爆笑美女対談（1983年1月放送）に出演した際、観客の一人で「木場（もくば）の女」と間違えて読んだ人がいた、というエピソードを披露し、観客の笑いを誘った。その後、番組の最後に行われる「ドンケツゲーム」で司会の桂三枝と対戦したが、あっけなく負けてしまい、ルールに則って三枝の左頬にキスをした。

## 収録曲
1. 花のいのち
2. 木場の女
  - 両楽曲とも、作詞・作曲：美空ひばり、編曲：佐伯亮